# 莱索利耶尔
莱索利耶尔（法語：Les Ollières，法語發音：[le.z‿ɔljɛʁ]）是法国上萨瓦省的一个旧市镇，位于该省中部，属于阿讷西区。2017年1月1日，莱索利耶尔与临近的4个市镇合并为新市镇菲利耶尔（Fillière）。

## 地理
莱索利耶尔（45°58'43"N, 6°10'55"E）面积11.64 平方千米，位于法国奥弗涅-罗讷-阿尔卑斯大区上萨瓦省，该省份为法国东部省份，历史上为薩伏依的一部分，北与瑞士接壤，西接安省，南至萨瓦省，东与瑞士和意大利接壤。
与莱索利耶尔接壤的市镇（或旧市镇、城区）包括：阿维耶诺、沙尔沃内、格鲁瓦西、圣马丹贝勒维、托朗格利耶尔、维拉兹。

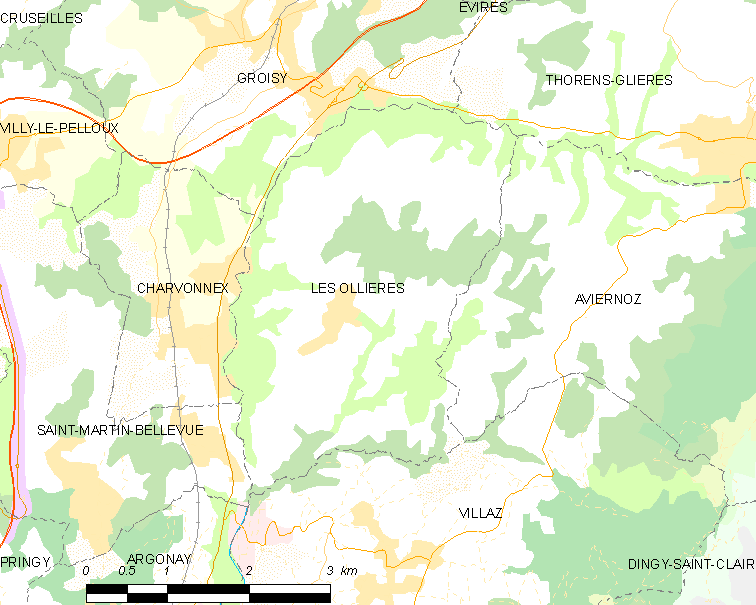
莱索利耶尔的OSM定位图

莱索利耶尔的时区为UTC+01:00、UTC+02:00（夏令时）。

## 行政
莱索利耶尔的邮政编码为74370，INSEE市镇编码为74204。

## 政治
莱索利耶尔所属的省级选区为阿讷西第三县。

## 人口

1962-2008年间莱索利耶尔人口变化图示

莱索利耶尔于2018年1月1日时的人口数量为1042人。